# Hendrick Motorsports
La Hendrick Motorsports (HMS) è una scuderia motoristica statunitense che gareggia nelle corse NASCAR dal 1984, vincitrice con i suoi piloti di quattordici titoli nella NASCAR Cup Series.

## Piloti 2023

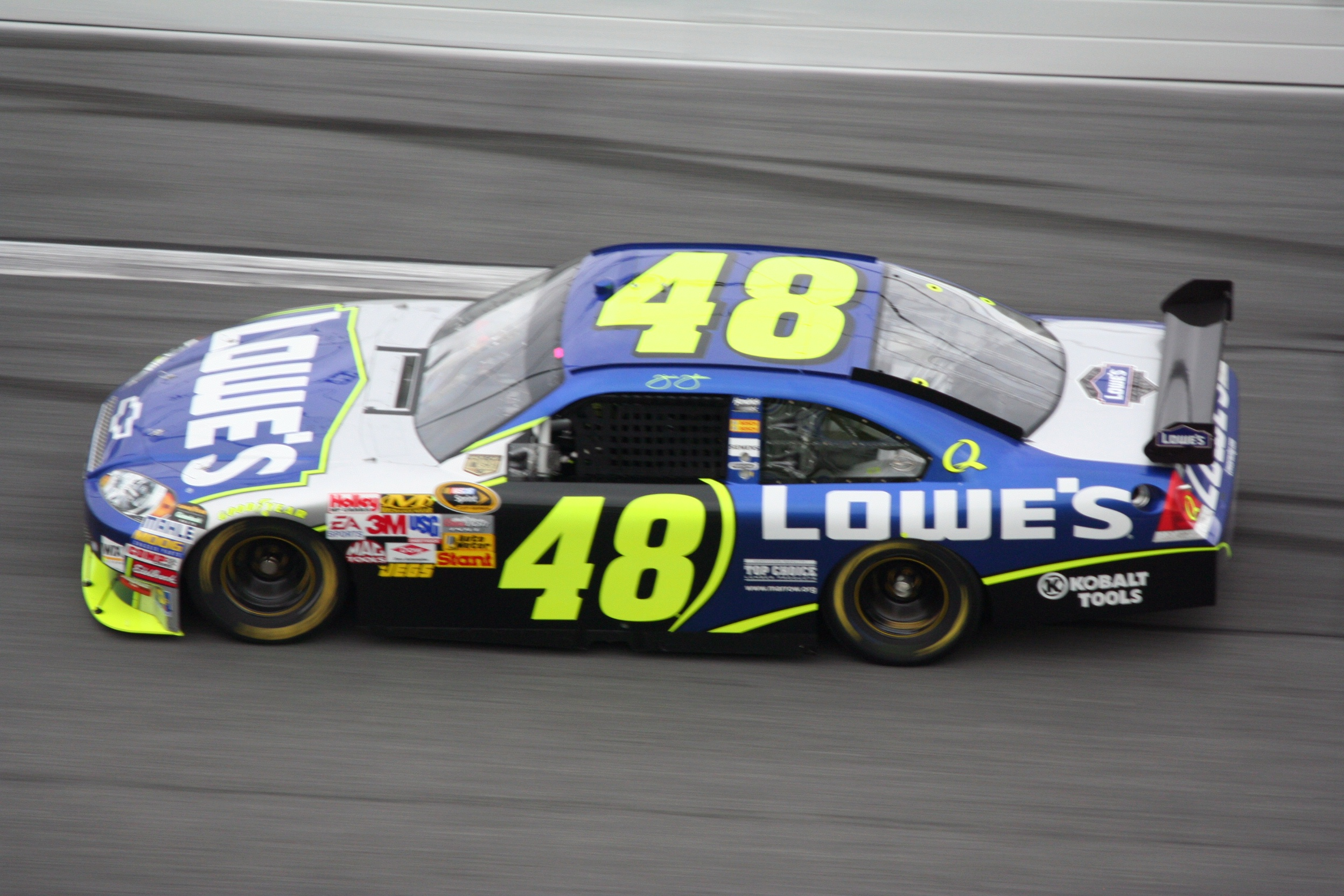
La vettura #48 di Jimmie Johnson, cinque titoli consecutivi, dal 2006 al 2010, per il team Hendrick Motorsports

- numero 9 Chase Elliott
- numero 24 William Byron
- numero 5 Kyle Larson
- numero 48 Alex Bowman

## Palmarès
NASCAR Cup Series
- 14 volte  (1995, 1996, 1997, 1998, 2001, 2006, 2007, 2008, 2009, 2010, 2013, 2016, 2020, 2021)

NASCAR Xfinity Series
- 1 volta  (2003)

NASCAR Camping World Truck Series
- 3 volte  (1997, 1999, 2001)